# ماريا سيليستنيا فرناندس
ماريا سيليستنيا فرناندس (بالإنجليزية: Maria Celestina Fernandes)‏ (1945 في لوبانغو - ) كاتبة ومحامية وأخصائية اجتماعية أنجولية، انخرطت بشكل أساسي في كتابات أدب الأطفال، كما كتبت في الشعر والقصص القصيرة.

## جوائز[6]
- الجائزة الأدبية جارديم لكتاب الأطفال (2010).
- جائزة كاكسيند لحكايات الأطفال (2012).
- جائزة التميز الأدبي (2015).